# Antoni Sokalski
Antoni Sokalski (ur. 20 kwietnia 1946) – polski przedsiębiorca, działacz samorządowy i gospodarczy, w latach 1976–1981 prezydent Piotrkowa Trybunalskiego.

## Życiorys
Z wykształcenia jest inżynierem. W latach 1976–1981 sprawował funkcję prezydenta miasta Piotrkowa Trybunalskiego. W trakcie tej kadencji w Piotrkowie odbyły się Centralne Dożynki (9 września 1979). W III RP kontynuował działalność polityczną w Sojuszu Lewicy Demokratycznej, później w ramach stowarzyszeń Weterani Lewicy i Wspólnota Piotrkowian. Z ramienia tego ostatniego komitetu w 2002 kandydował na prezydenta Piotrkowa Trybunalskiego, zajmując ostatnie, ósme miejsce, oraz do rady miasta. W 2006, 2010 i 2014 ubiegał się o fotel radnego z listy SLD. Był inicjatorem niezrealizowanych pomysłów ustawienia w mieście pomnika Edwarda Gierka oraz nadania jego imienia rondu. Został także wiceprzewodniczącym wspólnoty mieszkaniowej.